# Miss Maryland USA
 (novembre 2016).
Miss Maryland USA, est un concours de beauté féminin, réservé aux jeunes femmes de 17 à 27 ans, habitantes de l'état de Maryland, la gagnante est qualifiée à l'élection de Miss USA.

## Lauréates
| Année | Nom                       | Ville                     | Âge1                | Classement à Miss USA                  | Récompense spécial à Miss USA | Notes |
| ----- | ------------------------- | ------------------------- | ------------------- | -------------------------------------- | ----------------------------- | --- |
| 2024  | Bailey Anne Kennedy       | Montgomery County         | 31                  |                                        |                               | |
| 2023  | Savena Mushinge           | Germantown                | 26                  | Top 20                                 |                               | Previously Miss Supranational Zambia 2022 |
| 2022  | Caleigh Shade             | Cumberland                | 23                  |                                        |                               | Previously Miss Maryland Teen USA 2018 and Top 15 at Miss Teen USA 2018 |
| 2021  | Layilah Nasser            | Montgomery Village        | 26                  | Top 8                                  |                               | |
| 2020  | Taelyr Robinson           | Annapolis                 | 27                  |                                        |                               | |
| 2019  | Mariela Pepin             | Severn                    | 22                  | Top 10                                 |                               | Previously Miss Maryland Teen USA 2014 |
| 2018  | Brittinay Nicolette       | Fallston                  | 26                  | Top 15                                 |                               | |
| 2017  | Adrianna David            | Rockville                 | 22                  |                                        |                               | |
| 2016  | Christina Denny           | Owings Mills              | 25                  |                                        |                               | Previously Miss Maryland 2013 and Top 10 at Miss America 2013 |
| 2015  | Mamé Adjei                | Silver Spring             | 23                  | 4th runner-up                          |                               | |
| 2014  | Taylor Burton             | La Plata                  | 25                  | Top 10                                 |                               | |
| 2013  | Kasey Staniszewski        | Annapolis                 | 21                  | Top 15                                 |                               | Ancienne Miss Maryland's Outstanding Teen 2007, Miss Maryland Teen USA 2009 and 3rd runner up to Miss Teen USA 2009                                                                                    |
| 2012  | Nana Meriwether           | Potomac                   | 27                  | Gagnante                               |                               | Became Miss USA 2012 title after Olivia Culpo won Miss Universe |
| 2011  | Allyn Elizabeth Rose      | Newburg                   | 22                  | Top 8                                  |                               | Later Miss District of Columbia 2012 |
| 2010  | Simone Feldman            | North Potomac             | 23                  |                                        |                               | |
| 2009  | Gabrielle Carlson         | Marion Station            | 24                  |                                        |                               | |
| 2008  | Casandra Tressler         | Damascus                  | 22                  |                                        |                               | Miss U.S. International 2010 |
| 2007  | Michaé Holloman           | Fort Washington, Maryland | 25                  |                                        |                               | Cheerleader pour Washington Redskins |
| 2006  | Melissa DiGiulian         | Bowie (Maryland)          | 20                  |                                        |                               | |
| 2005  | Marina Harrison           | Severn                    | 24                  | Top 10                                 |                               | Ancienne Miss Maryland 2003, 3rd runner-up at Miss America 2004 |
| 2004  | Tia Shorts                | Gaithersburg              | 24                  |                                        |                               | |
| 2003  | Jamie Kramer              | Pasadena                  |                     |                                        |                               | |
| 2002  | Mistie Renee Adams        | Silver Spring             |                     |                                        |                               | |
| 2001  | Megan Gunning             | Fallston                  |                     |                                        | Style award                   | |
| 2000  | Christie S. Davis         | Silver Spring             |                     |                                        |                               | Sister of Wendy Davis, Miss Maryland USA 1994 |
| 1999  | Kelly Donohue             | Union Bridge              |                     |                                        |                               | |
| 1998  | Maria Lynn Sheriff        | Bowie                     |                     |                                        |                               | |
| 1997  | Ann Coale                 | Baltimore                 |                     |                                        |                               | |
| 1996  | Michele Michael           | Annapolis                 |                     |                                        |                               | |
| 1995  | Jennifer Danielle Wilhoit | Annapolis                 | 22                  | Top 12 (9th)                           |                               | Previously Miss Maryland Teen USA 1991 |
| 1994  | Wendy Davis               | Silver Spring             |                     |                                        |                               | Sister of Christy Davis, Miss Maryland USA 2000 |
| 1993  | Mary Ann Cimino           | Baltimore                 |                     |                                        |                               | Previously Miss Maryland Teen USA 1990 |
| 1992  | Renee Rebstock            | Pasadena                  |                     |                                        |                               | Previously Miss Maryland Teen USA 1987 |
| 1991  | Lisa Marie Lawson         | Crofton                   |                     |                                        |                               | |
| 1990  | Julie Stanford            | Edgewater                 |                     |                                        |                               | Participation à Miss Maryland Teen USA 1986 |
| 1989  | Jackie Carroll            | Gaithersburg              |                     |                                        |                               | |
| 1988  | Rowann Brewer             | Silver Spring             | 23                  | Semi-finalist (9th)                    | Miss Photogenic               | Mariée avec le musicien Jani Lane. |
| 1987  | Michelle Snow             | Germantown                |                     |                                        |                               | |
| 1986  | Kelly Koehler             | Churchton                 |                     |                                        |                               | |
| 1985  | Christine Marie           | Baldwin                   |                     |                                        |                               | |
| 1984  | Betsy Cook*               | Bethesda                  |                     |                                        |                               | |
| 1983  | Shawn Keller              | Ashton                    |                     |                                        |                               | |
| 1982  | Angie Boyer               | Dunkirk                   | 18                  | Semi-finalist                          |                               | |
| 1981  | Linda Susan Lambert       | Baltimore                 | 22                  | Semi-finalist                          |                               | |
| 1980  | Tonja Annette Walker      | Kingsville                | 19                  | Semi-finalist (7th)                    |                               | Miss Teen All American 1979 |
| 1979  | Jean Bourne               | Silver Spring             |                     |                                        |                               | |
| 1978  | Rhonda Koch               | Brookeville               |                     |                                        |                               | |
| 1977  | Twyla Littleton           | Oxon Hill                 |                     |                                        |                               | |
| 1976  | Linda Lee Potter          | Adelphi                   |                     |                                        |                               | |
| 1975  | Ellen Bowie               | Templeville               |                     |                                        |                               | |
| 1974  | Mary Jo Ruppert           | College Park              |                     |                                        |                               | |
| 1973  | Betty Jo Grove            | College Park              | 19                  | 4th runner-up                          |                               | |
| 1972  | Patty Townsend            | Silver Spring             |                     |                                        |                               | |
| 1971  | Carol Jeanne Theis        | Silver Spring             | 20                  | Semi-finalist                          |                               | |
| 1970  | Beckie Price              | Camp Springs              | Top 10 in Swim Suit |                                        |                               | |
| 1969  | Ardis Fowler              | Ellicott City             |                     |                                        |                               | |
| 1968  | Paulette Reck             | Perry Hall                | 20                  | 1st runner-up                          |                               | 2nd runner up at Miss World USA 1969 |
| 1967  | Sandra "Sandy" Clevering  | Silver Spring             | 19                  | Semi-finalist                          |                               | |
| 1966  | Roselaine Zetter          | Bowie                     | 22                  | Semi-finalist                          |                               | |
| 1965  | Barbara Kiefer            | Baltimore                 |                     |                                        |                               | |
| 1964  | Royette Michele Tarry     | Baltimore                 | 19                  | Semi-finalist                          |                               | Represented Delaware in Miss World USA 1970, did not). |
| 1963  | Marsha Barbara Metrinko   | Laurel                    |                     |                                        |                               | Represented New York City in the Miss America 1964 pageant. Sister Michele Metrinko also competed at Miss USA 1963 as Miss District of Columbia and later represented the United States at Miss World. |
| 1962  | Shelda Farley             | Catonsville               |                     |                                        |                               | |
| 1961  | Gail Baxter               | High Point                |                     |                                        |                               | |
| 1960  | Jerri Fiorilli            | Baltimore                 |                     |                                        |                               | |
| 1959  | Diane Dolores White       | Baltimore                 | 24                  | Semi-finalist                          |                               | 3rd runner up at Miss World USA 1961, mother of Miss Géorgie USA 1989[réf. nécessaire] |
| 1958  | Patricia Vogts            | Silver Spring             |                     |                                        |                               | |
| 1957  | Mary Leona Gage           | Severna Park              | 18                  | Winner                                 |                               | Dethroned after it was discovered she was married and had two children. |
| 1956  | Charlene Holt             | Annapolis                 | 28                  | Semi-finalist                          |                               | |
| 1955  | Gloria Ruth King          | Baltimore                 |                     |                                        |                               | |
| 1954  | Barbara Eschenburg        | Berlin                    |                     | Semi-finalist/Disqualified (under age) |                               | |
| 1953  | Diane Gale Durham         | Silver Spring             |                     |                                        |                               | |
| 1952  | Did Not Compete           |                           |                     |                                        |                               | |